# Ваннутелли, Шипионе

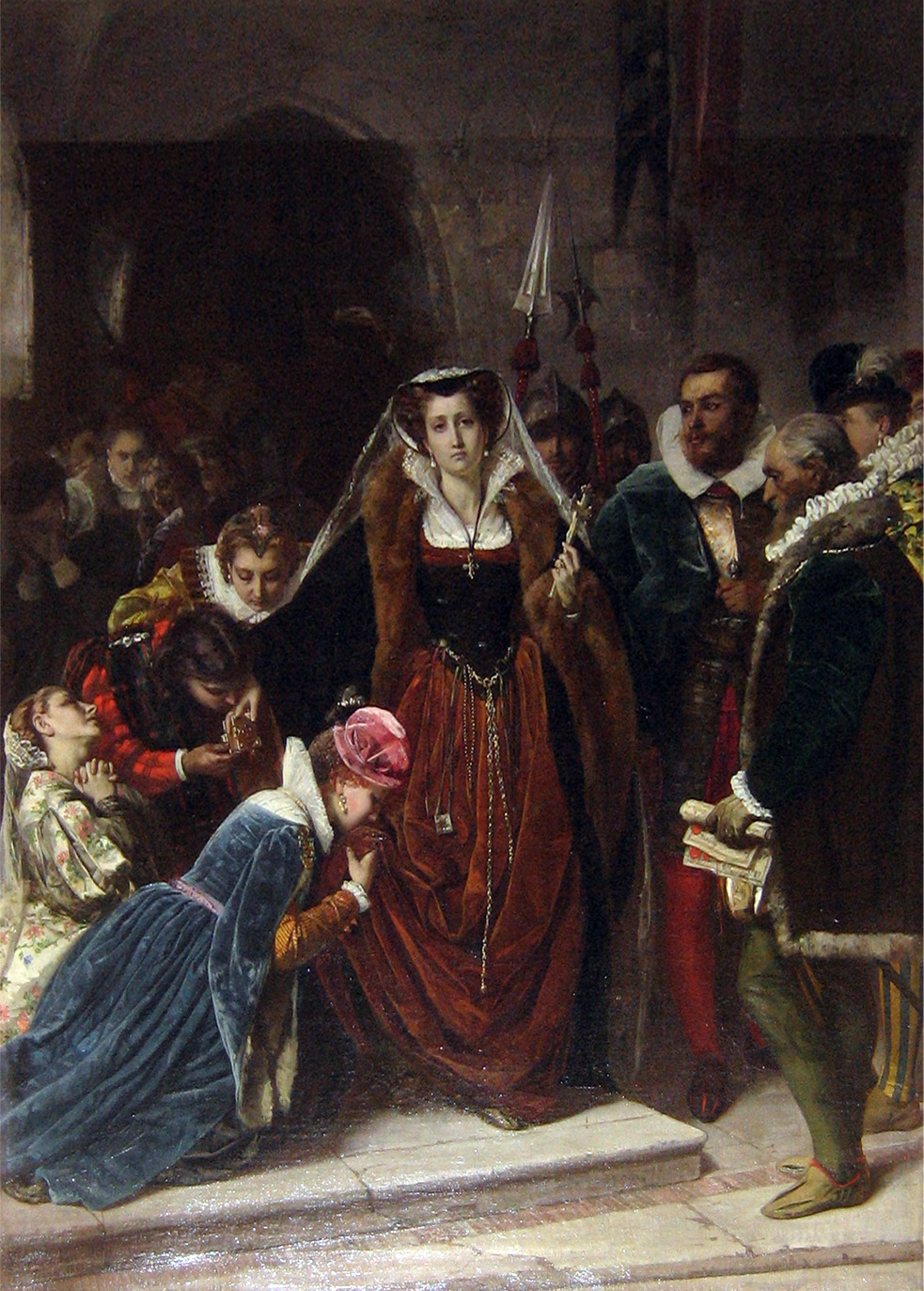
«Мария Стюарт, идущая на казнь» (победитель флорентийской выставки 1861 года)

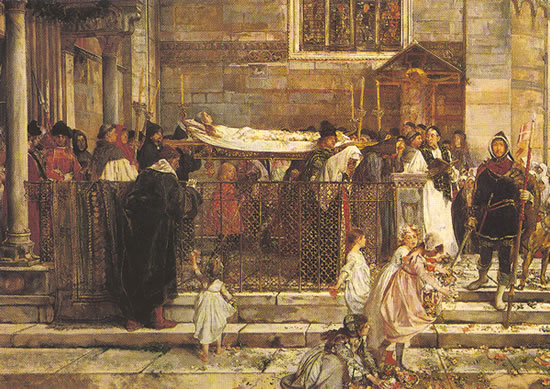
«Похороны Джульетты»

Шипионе Ваннутелли (итал. Scipione Vannutelli; 10 ноября 1834, Дженаццано — 18 марта 1894, Рим) — итальянский живописец и гравёр.

## Биография
Родился в богатой и знатной семье. Его отец был против, чтобы он изучал искусство. Сначала обучался у Томмазо Минарди, затем у  Карла Вурсингера. Позже учился в Вене, Париже, Нидерландах и Испании.
Впервые выставил свои картины в 1861 году на Национальной выставке изобразительного искусства во Флоренции, в 1864 г. успешно выставлялся в парижском Салоне. После жил за границей и в Риме. Был гравёром и смотрителем Национального монетного двора в Риме.
Владел своей художественной студией в Палаццо Памфили. Его дочь Джузеппина Ваннутелли тоже стала художницей.
Был членом многих академий живописи, на протяжении многих лет — президент Кружка художников (Circolo Artistico) Рима.
Художник умер в 1894 году в Риме.

## Творчество

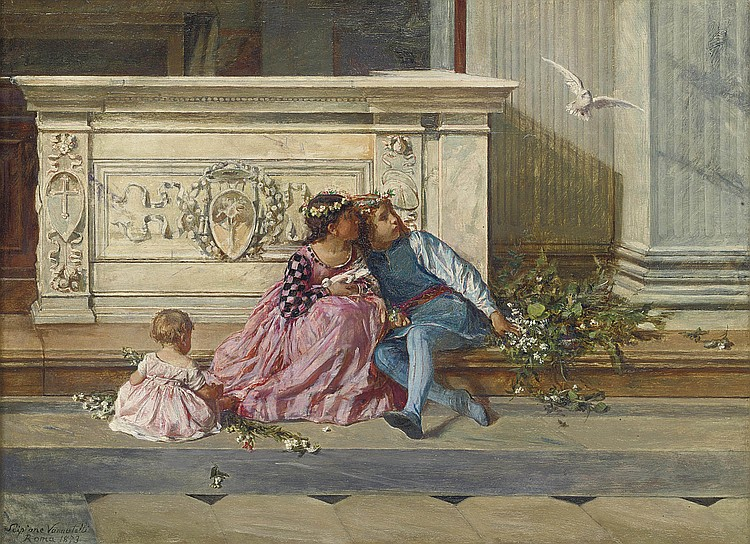
Аллегория мира. 1873 г.

Художник академического стиля. Автор картин исторического сюжета, пейзажей, портретов и, в основном, сакральных картин, украшающих ныне церковные интерьеры.
Занимался живописью, заимствуя содержание для своих произведений преимущественно из старинного быта Венеции. Картины его всегда прекрасно сочинены, действующие лица их характерны и жизненны и прекрасно сгруппированы, колорит картин силен и приятен.
В работах художника отражается до некоторой степени направление M. Фортуна и его испанских последователей.
Наиболее известные картины Ваннутелли:
- «Прогулка знатных венецианцев под аркадами дворца дожей в Венеции» (1864, награждена медалью на Парижской выставке),
- «Праздник Спасителя в Венеции»,
- «Церковная процессия»,
- «Джироламо Савонарола»
- «Мария Стюарт, идущая на казнь» (находится в палаццо Питти, во Флоренции),
- «Габриэль д’Эстре»,
- «Одалиска в гареме»,
- «Идиллия»
- «Похороны Джульетты» (1888, Национальная галерея современного искусства, Рим)
- «Портрет короля Виктора Эммануила II» и некоторые др.

## Награды
- 1888 — кавалер ордена Святых Маврикия и Лазаря .